# Камчатка (котельная)

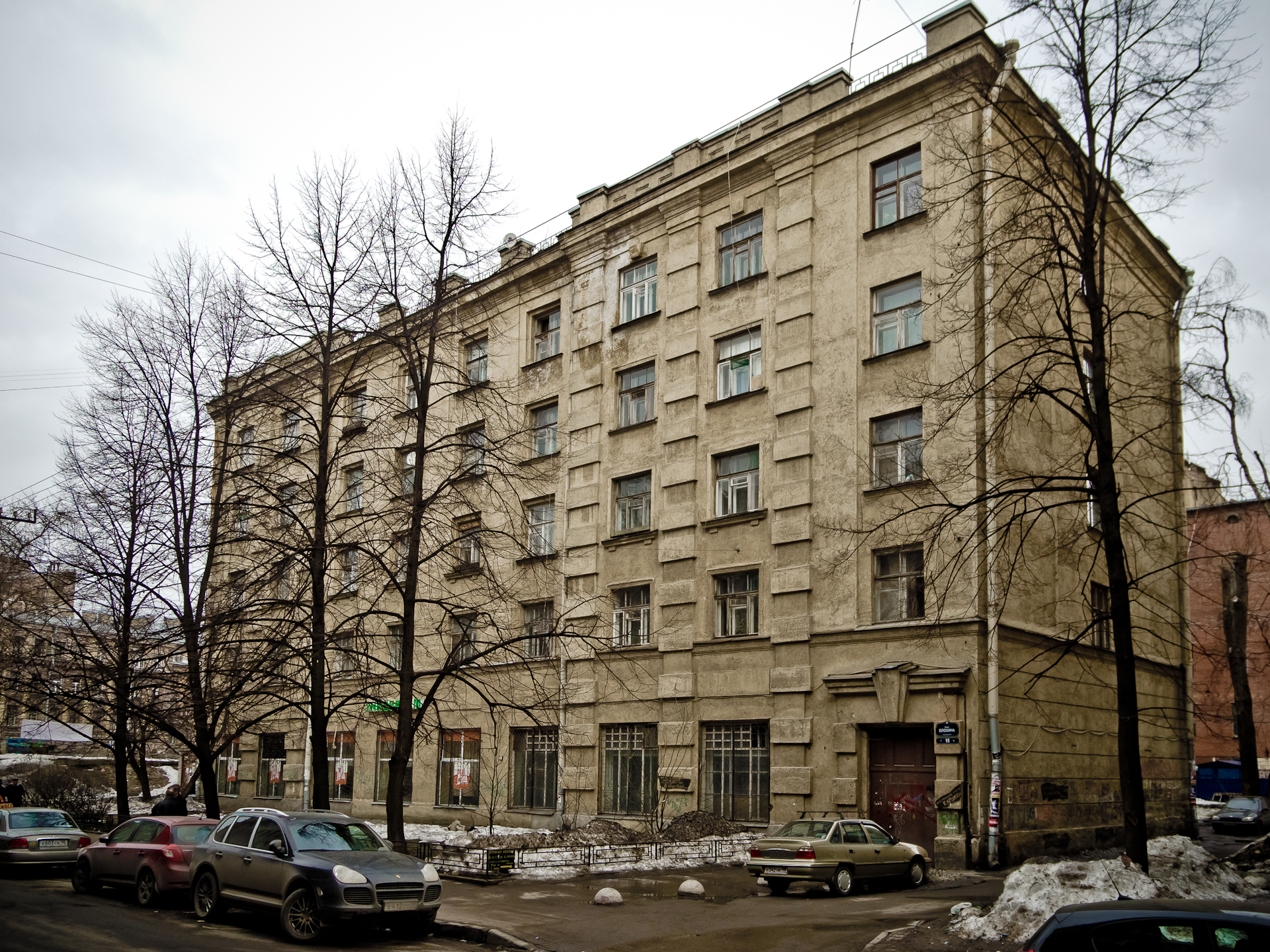
Дом № 15 по улице Блохина в Петербурге

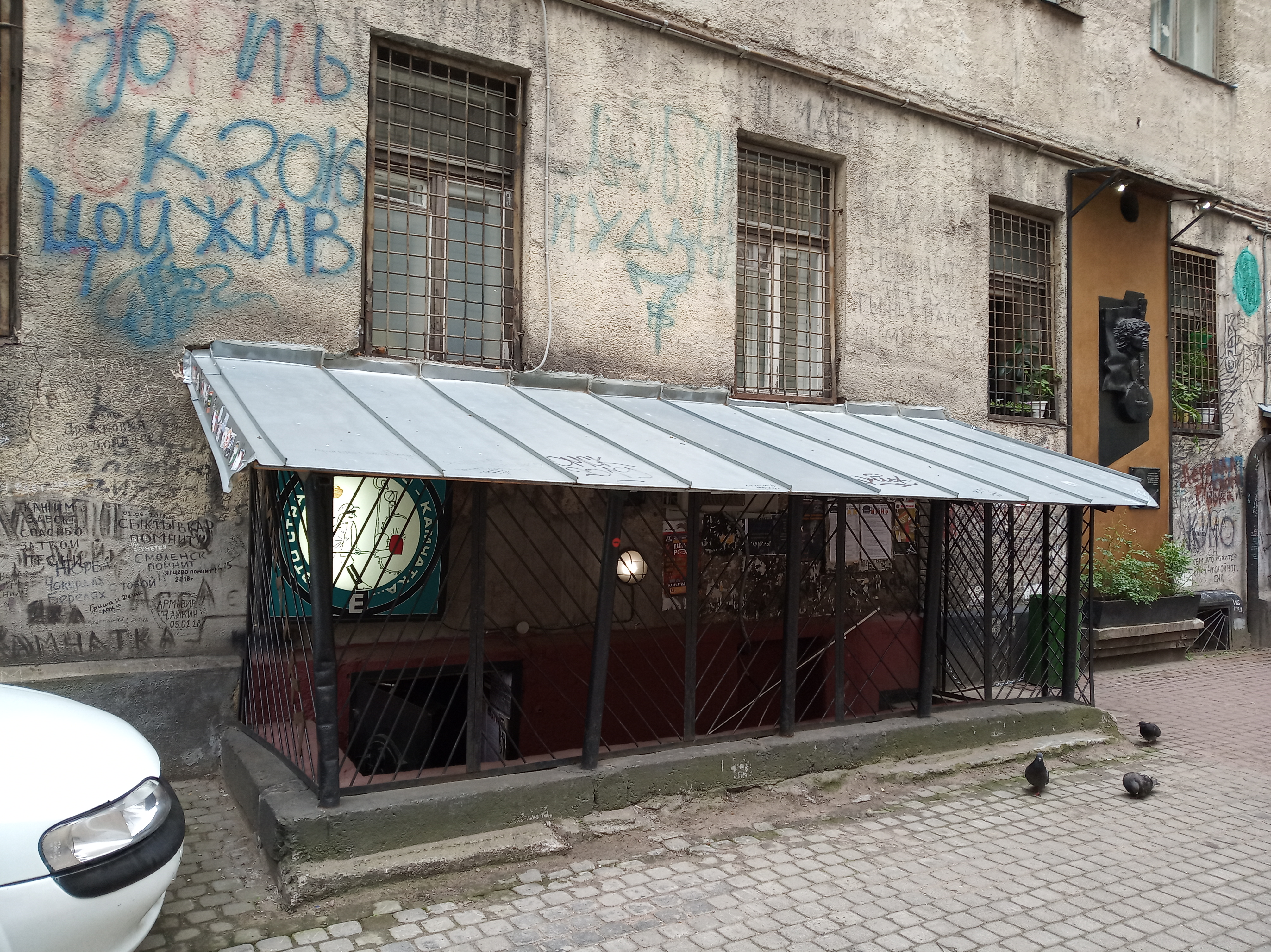
Вход в котельную

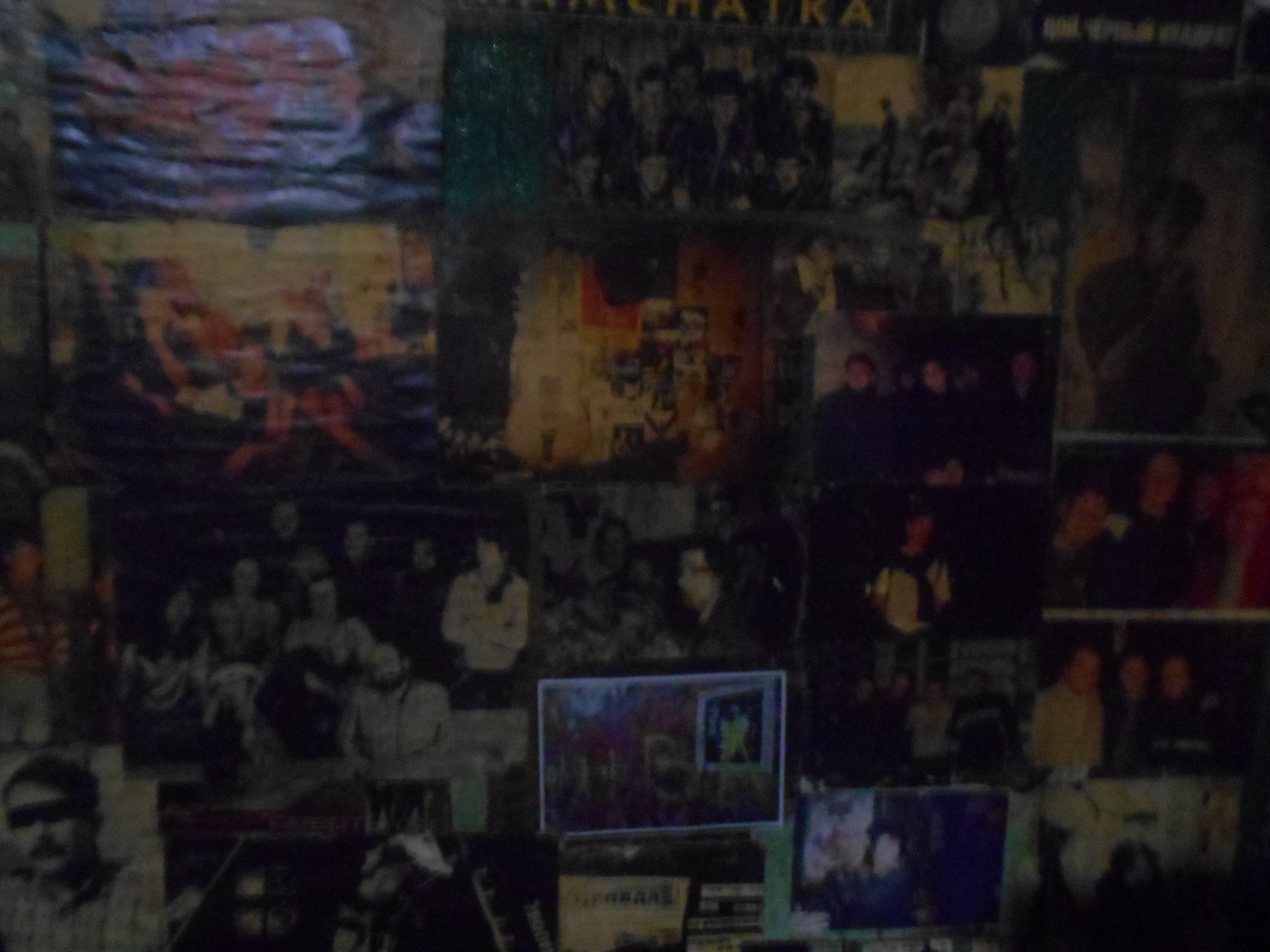
Редкие фотографии Виктора Цоя и других участников рок — клуба, Котельная «Камчатка»

«Камчатка» — народное название угольной котельной на улице Блохина, д. 15 в Санкт-Петербурге, получившей известность благодаря работе в ней легендарного рок-музыканта Виктора Цоя, предводителя группы «Кино»; котельная после его смерти стала местом «паломничества» поклонников. Цой работал в ней в должности кочегара с осени 1986 по 1988 год.

## История

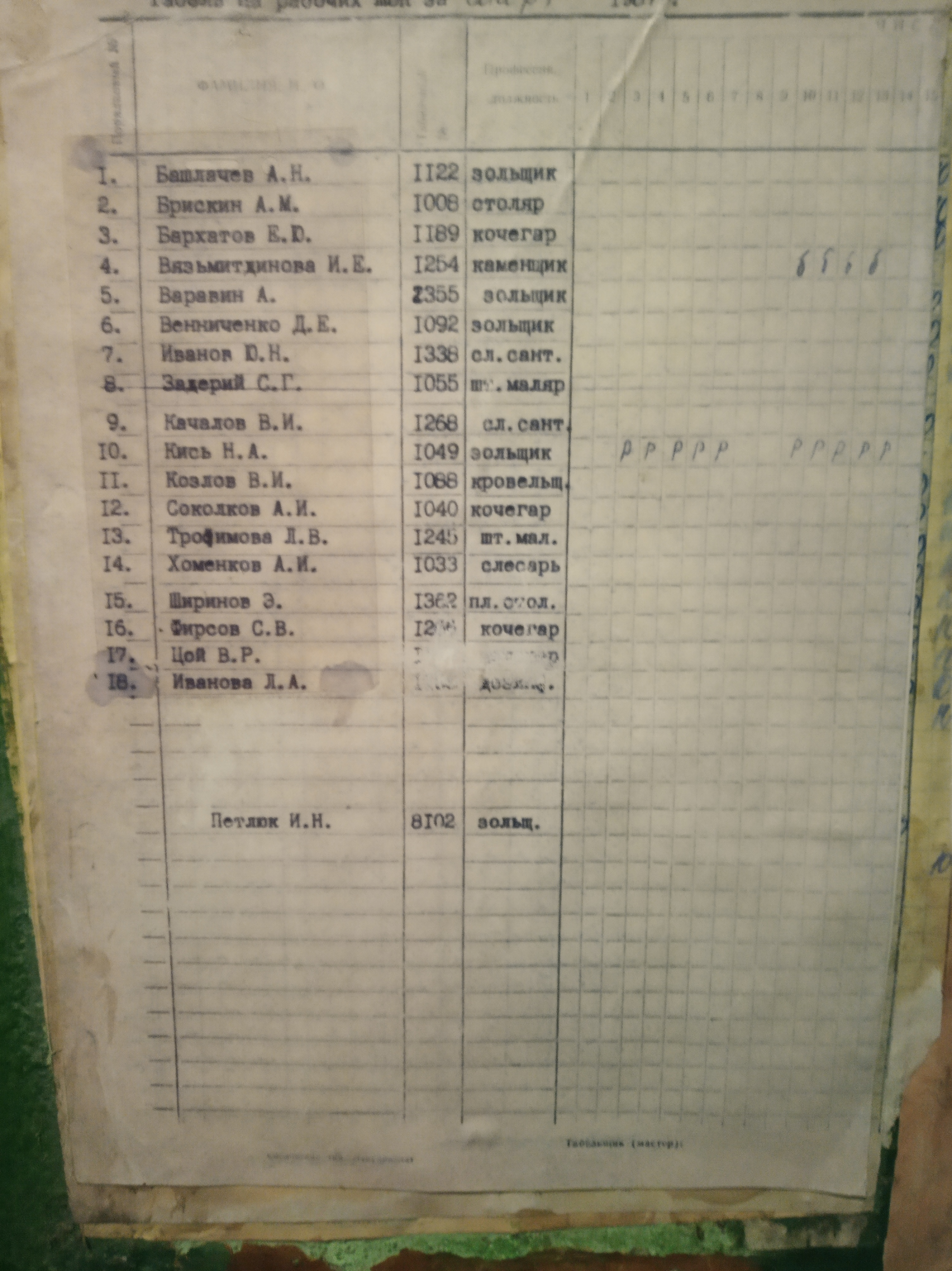
Список работников котельной внутри «Камчатки» с именами Цоя, Фирсова, Башлачёва, Задерия и др.

Сергей Фирсов и Виктор Цой устроились работать в эту котельную осенью 1986 года, оба они были приняты на должность кочегаров.
Со временем в «Камчатку» пришли работать такие не менее важные для русского рока личности, как Александр Башлачёв, Святослав Задерий, Андрей Машнин и другие.
Котельная была местом неофициальных концертов, чему способствовало отдельное расположение её здания.
Также здесь в 1987 году происходили съёмки фильма «Рок». В интервью, данном в фильме, Виктор Цой, подкидывая уголь в топку, сказал следующее: «Я просто чувствую себя свободным. Совершенно свободным». В феврале 1987 года Виктор Цой написал рассказ «Романс», опубликованный в 1997 году в обновленной версии книги «Виктор Цой. Стихи. Документы. Воспоминания».
Сейчас «Камчатка» — клуб-музей Виктора Цоя.
В 2006 году дом, в котором размещается музей (здесь представлены личные вещи Цоя — в частности, его гитара, приобретённая им ещё в 1970-х годах), был передан из муниципальной собственности частной фирме ЗАО «Градостроитель Санкт-Петербурга», которая планировала снести дом, а на его месте построить дорогую гостиницу. В мае 2007 года общественность Санкт-Петербурга и представители молодёжных левых движений добились сохранения музея.
У «Камчатки» есть директор — Сергей Фирсов, работавший там вместе с В. Цоем. «Камчатка» является клубом, где постоянно выступают различные рок-группы.
В декабре 2013 года вновь появилась информация о возможном сносе здания в связи с признанием его аварийным. Вице-губернатор Санкт-Петербурга Владимир Лавленцев пообещал здание не сносить.

## Отражение котельной в культуре

### В биографической литературе
Гитаристом группы «Кино», Алексеем Рыбиным, была написана одноимённая книга, повествующая о «Камчатке», её завсегдатаях и значении для русского рока.

Котельная «Камчатка» стала центром паломничества огромного количества людей, в основном, молодёжи из разных городов и весей, практически со всей территории бывшего теперь Советского Союза. То паломничество продолжается и по сию пору. Так, невольно, котельная «Камчатка» приобрела статус мемориала.
— Алексей Рыбин «Это сладкое слово — Камчатка»

### В художественной литературе
В романе Льва Рахманова «Пуля для бабника».

### В кинематографе
- «Йя-Хха» (1986)
- «Рок» (1987)
- «Игла Remix» (2010)
- «Одноклассники» (2010)

Съёмки фильма «Рок» начинались с работы в этой котельной, эта сцена при монтаже помещена в начале картины.
Режиссёр этого фильма Алексей Учитель считал, что работа в "Камчатке" дала возможность реализовать идею фильма. В интервью середины 2000-х годов он утверждал, что русский рок того периода представлял собой своего рода закрытый клуб. Ему удалось заручиться доверием Виктора Цоя за счёт того, что он принял Марианну Цой на должность администратора съёмочной группы. В результате эти шаги дали возможность получить разрешение на съёмки в «Камчатке», а после положительной рекомендации Виктора Цоя его приняли в рок-среду.

## Интересные факты
Песня «Камчатка» из альбома «46» группы «Кино» (фрагмент) была написана задолго до того, как Цой устроился на работу в котельную (альбом «46» вышел в 1983 году):
О-o-о-о, это странное место Камчатка, 
О-o-о-о, это сладкое слово Камчатка. 
Я не вижу здесь их, я не вижу здесь нас, 
Я искал здесь вино, а нашёл третий глаз…
Сам Цой так объяснял значение песни «Камчатка»:

 Например, вопрос: что означает для меня слово «Камчатка»? Ничего конкретного, я там никогда не был, оно лишь подчеркивает некую абсурдность текста, его фантастичность. «Камчатка» и «Алюминиевые огурцы» — это чистая фонетика и, может быть, какие-то ключевые моменты, не связанные между собой и имеющие задачу вызвать ассоциативные связи. Можно назвать это второй фантастикой. Можно в какой-то мере сравнить этот подход с театром абсурда Ионеско. Только у нас не мрачное разрешение действительности, а более веселое.
— Виктор Цой, «Взгляд с экрана» — интервью журналу «Рокси» No 10, 1985 г.
В том же альбоме вышла песня, посвящённая работе кочегаром — «Я хочу быть кочегаром».